# Duché d'Opava
1269–1918
Entités précédentes :
- Margraviat de Moravie

Entités suivantes :
- République tchécoslovaque

Le duché d'Opava (en tchèque : Opavské vévodství ou Opavské knížectví) ou duché de Troppau (en allemand : Herzogtum Troppau)  fut un duché vassal silésien dont la capitale était Opava (Troppau) en Haute-Silésie (actuellement dans la région de Moravie-Silésie de la République tchèque).
Le duché d'Opova est créé à partir de territoires dépendant du margraviat de Moravie avant 1269 par le roi Ottokar II de Bohême qui l'inféode à son fils naturel, Nicolas Ier, comme il est ensuite désigné. C'est-à-dire, le territoire d'Opava ne faisait pas partie à l'origine du duché polonais de Silésie créé en 1138 et il est d'abord gouverné par une lignée illégitime de la dynastie bohémienne des Přemyslides et non pas par un prince Piast de Silésie comme de nombreux autres duchés voisins. Lorsque, vers 1485, la ligne des ducs s'éteignit, leur territoire reviennent à la couronne de Bohême.
Après la bataille de la Montagne-Blanche, l'empereur Ferdinand II de Habsbourg assigna le fief de Troppau à la maison de Liechtenstein en 1622. Après que l'essentiel de la Silésie ait été conquis par le roi Frédéric II de Prusse et annexé au royaume de Prusse  en 1742, Troppau avec le duché de Teschen, le duché de Jägerndorf et le duché de Neisse demeurent dans le cadre de la Silésie autrichienne. À la fin de son existence, le pays est intégré dans l'empire d'Autriche et il disparaît avec la monarchie de Habsbourg en 1918 ; cependant, le titre de « duc de Troppau et Jägerndorf » existe encore, et il est actuellement porté par le prince Hans-Adam II de Liechtenstein.

## Historique
Le fils du roi Nicolas Ier passe son enfance à la cour des Přemyslides à Prague, il fut legitimé par Ottokar II de Bohême sur l'insistance du pape Urbain IV, toutefois n'incluant aucun droit de succession au trône. Un soutien fidèle de son père, il a reçu la seigneurie d'Opava en Moravie à titre de compensation. En 1278, Nicolas a combattu à la bataille de Marchfeld contre Rodolphe de Habsbourg, où Ottokar II a perdu la vie. Ensuite, Rodolphe lui confirmait en ses possessions; néanmoins, Nicolas, résidant au château de Hradec (Grätz), voit sa souveraineté contestée par la veuve de son père Cunégonde de Slavonie.
Après le meurtre du dernier représentant légitime des Přemyslides, le jeune roi Venceslas III de Bohême, qui est assassiné à Olomouc en 1306, la couronne de Bohême passe alors à son beau-frère, le duc Henri de Carinthie de la maison de Goritz. Nicolas doit accepter que son territoire soit engagé en 1308 en faveur du duc Piast de Silésie, Boleslas III le Prodigue, mari de la sœur de Venceslas III, Marguerite de Bohême. La situation s'est effectivement améliorée avec l'accession au trône de Jean Ier de Luxembourg Le successeur du roi Henri, Jean Ier de Luxembourg en 1310 : Jean lui-même se mariait avec une autre sœur de Venceslas III, Elisabeth de Bohême rachète le duché engagé en 1311 et en 1318, il le restitue après la mort de Nicolas Ier, le 25 juillet à son fils Nicolas II qui s'établit à Opava.

### Le duché des Přemyslides

La Silésie au début du XIVe siècle; le duché d'Opava en orange, le duché de Ratibor en violet.

Confirmé par le roi Jean Ier comme fief de Bohême à la branche bâtarde des Přemyislides, les descendants de Nicolas II régnèrent sur le duché autonome d'Opava jusqu'au XVe siècle. Un lien est cependant établi avec la Silésie avoisinante lorsque le duc Nicolas II épouse Anna de Ratibor, sœur du duc Piast silésien Lech de Racibórz, devenu également un vassal de la Bohême au plus tard depuis son hommage au roi Jean Ier en 1327. En 1335, le roi Casimir III de Pologne renonçait explicitement au duchés silésiens; de ce fait le duché de Ratibor devient un fief de la « couronne de Bohême ». Quand le duc Lech meurt sans héritier en 1336, Jean de Bohême investit son beau-frère Nicolas II de Ratibor.
Confirmé par le roi Charles IV en 1348, Nicolas règne sur les deux duchés en union personnelle jusqu'à sa mort en 1365, quand son fils ainé Jean Ier lui succède. Le duché uni d'Opava et de Ratibor subit plusieurs modifications territoriales : à la suite de discordes successorales entre Jean et ses jeunes demi-frères, le duc en 1377 sépare de nouveau Opava du duché de Ratibor et de celui de Krnov (en allemand : Jägerndorf, en polonais : Krnów). Jean a maintenu Ratibor et Krnov en propriété exclusive et devient l'ancêtre de la ligne d'Opava-Ratibor; il a attribué le duché nouveau de Głubczyce (Leobschütz) à son jeune frère Nicolas III († 1394), tandis que le duché d'Opava revint à Venceslas Ier († 1381) et Przemko Ier († 1433).
Ensuite Opava change de mains de nombreuses fois au gré de cessions ou de partages. Le duché fut dévasté en cadre des croisades contre les hussites dans les années 1420 et 1430. Après la mort du duc Przemko en 1433, son fils aîné Venceslas II († 1445/1447) lui succède et assume la régence de ses jeunes demi-frères Guillaume († 1452), Ernest († 1464) et Przemko II († 1478) pendant que son frère-germain cadet Nicolas IV ( † 1437) se désigne lui-même par le titre de seigneur de Zlaté Hory (Zuckmantel). Contre la volonté du duc défunt, les territoires sont divisés à nouveau en 1435 : Venceslas II reçut Głubczyce et une partie d'Opava, les autres parts allèrent à Guillaume et à Ernest, alors que Przemko II se consacrerait à une vocation religieuse. Après le décès de Guillaume en 1452, son frère survivant Ernest a cédé ses part d'Opava au duc Piast Bolko V d'Opole.
Enfin, à la mort du duc Ernest en 1464, le fils de Venceslas II Jean III d'Opava vendit ses parts restants au roi de Bohême Georges de Poděbrady. Le règne de la branche d'Opava des Přemyslides s'était ainsi terminé ; leurs cousins, les descendants du duc Jean Ier, conservent cependant Ratibor et Krnov. À la mort du duc Jean III en 1485, la lignée principale d'Opava des Přemyslides s'éteignit, bien que la lignée secondaire d'Opava-Ratibor se poursuit jusqu'à la mort du duc Valentin en 1521. En 1465 le roi Georges donne Opava à ses fils Victor, Henri Ier et Henri II, qui devient aussi duc de Ziębice (Münsterberg) en 1462. Combattant l'anti-roi de Bohême Matthias Corvin, Victor à son tour fut fait prisonnier et en 1485 a perdu tous les duchés d'Opava et de Ziębice à Matthias, qui les attribue à son fils illégitime János Corvin avec le titre de duc.
En 1501 le roi Vladislav II Jagellon de Bohême reprit Opava en fief et en 1506 le donne au duc Casimir II de Cieszyn (en allemand : Teschen), qui épouse une fille de  Victor et conserve le duché jusqu'à sa mort en 1528, avant qu'il ne fasse retour à la Bohême. Finalement en 1521, après la mort du duc Valentin de Ratibor, la dernière lignée de Opava-Ratibor de la famille des Přemyslides s'éteint et toutes leurs possessions reviennent à la couronne de Bohême qui en 1526 passent à la dynastie des Habsbourg.

### Sous les Liechtenstein

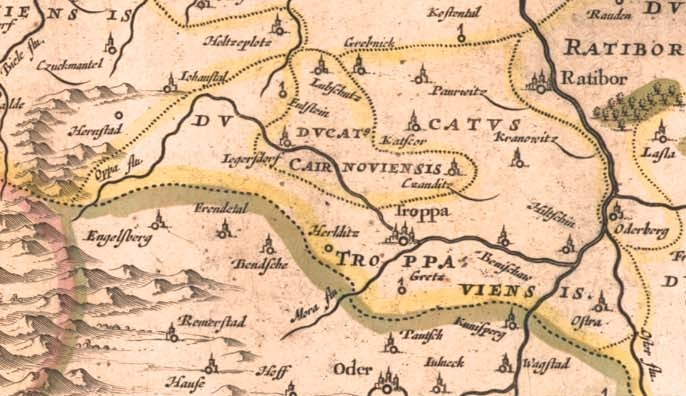
Carte des duchés d'Opava et Krnov (1645).

Le prince Charles Ier de Liechtenstein, un converti au catholicisme est investi le titre de « duc de Troppau » en 1614 par l'empereur Matthias Ier. Que l'empereur attend de lui, le prince a commencé immédiatement à l'introduir la Contre-Réforme dans ses pays. Pendant la guerre de Trente Ans, après la bataille de la Montagne Blanche en 1620, Charles reçoit Oppava et également le duché de Krnov (Jägerndorf) en fief des mains de l'empereur Ferdinand II et depuis lors les chefs[réf. nécessaire] de la maison de Liechtenstein portent le titre allemand de « Duc de Troppau et Jägerndorf ».
Son fils Charles-Eusèbe, duc de 1627, a poursuivi la recatholisation. À la mort de son fils Jean-Adam Ier, en 1712, le duché passa à son cousin Antoine-Florian[réf. nécessaire], l'un des descendants de Gundakar de Liechtenstein (1580-1658).
En 1742, à la suite de la première guerre de Silésie et du traité de Breslau, la majeure partie de la Silésie soit annexée par le royaume de Prusse. Le duché d'Opava est divisé la partie au nord de la rivière Opava comprenant Głubczyce (en allemand : Leobschütz, en tchèque : Hlubčice) et Hlučín (en allemand : Hultschin) revient au royaume de Prusse. La partie sud avec Krnov, Bruntál (en allemand : Freudenthal), Fulnek et Opava elle-même restent dans la Silésie autrichienne, l' un des « terres de Couronne » de l'empire d'Autriche à partir de 1804.
Le duché autrichien de Troppau cesse d'exister quand l'empire d'Autriche-Hongrie des Habsbourg se dissout en 1918. La région dite (Troppauer Land) comprenant la cité éponyme revient à la République tchécoslovaque. La partie prussienne demeure dans la province de Silésie (Haute-Silésie) jusqu'en 1945, année où elle est attribuée à la république de Pologne conformément aux accords de Potsdam.

## Ducs d'Opava

### Přemyslides
- 1269–1308 : Nicolas Ier
- 1318–1365 : Nicolas II
- 1365–1377 : Jean Ier, puis duc de Ratibor
  - 1367–1377 : Nicolas III, puis duc de Głubczyce
  - 1367–1381 : Venceslas Ier
  - 1367–1433 : Przemko Ier, duc de Głubczyce de 1394
- 1433–1445/1447 : Venceslas II, fils de Przemko Ier, duc de Głubczyce de 1435
  - 1433–1437 : Nicolas IV
  - 1433–1452 : Guillaume, duc de Ziębice de 1443
    - 1452–1454 : Frédéric
    - 1452–1454 : Venceslas III
    - 1452–1454 : Przemko III

  - 1433–1461 : Ernest, duc de Ziębice de 1452 à 1456
- 1445/1457–1464 : Jean III, fils de Venceslas II, duc de Głubczyce de 1445/1457 à 1485

### Maison de Liechtenstein
- 1614-1627 : Charles Ier
- 1627-1684 : Charles-Eusèbe
- 1684-1712 : Jean-Adam Ier
- 1712-1772 : Marie-Thérèse
- 1772-1781 : François-Joseph Ier
- 1781-1805 : Alois Ier
- 1805-1836 : Jean Ier
- 1836-1858 : Alois II
- 1858-1918 : Jean II

## Articles liés
- Liste des ducs de Silésie
- Martin d'Opava

## Source
- (en) Cet article est partiellement ou en totalité issu de l’article de Wikipédia en anglais intitulé « Duchy of Troppau » (voir la liste des auteurs).